# Inwil
Inwil é uma comuna da Suíça, no Cantão Lucerna, com cerca de 1.963 habitantes. Estende-se por uma área de 10,32 km², de densidade populacional de 190 hab/km². Confina com as seguintes comunas: Ballwil, Buchrain, Dietwil (AG), Eschenbach, Gisikon, Honau, Root, Sins (AG).
A língua oficial nesta comuna é o Alemão.